# España como problema (libro)
España como problema es una obra de Pedro Laín Entralgo publicada en 1949 que recibe de inmediato como respuesta la obra escrita por  Rafael Calvo Serer, España, sin problema. Se trata de una primera edición editada por la editorial madrileña "Escelicer" bajo el auspicio del “Seminario de Problemas Hispanoamericanos” dirigido por Manuel Fraga Iribarne.

## Argumento
Ya se veía desde lejos la polémica del Problema de España que conllevó a intelectuales de la época a debatir sobre la nación y la situación de los españoles frente a los entresijos y arrebatos del tradicionalismo frente al cambio, el talante de ver una sociedad que se mece a los vaivenes de la política, religión y cultura durante el franquismo.
A Pedro Laín le gustaba considerarse un buen católico, aunque no uno rancio, sino un joven con ideas tradicionales, pero abiertas a la comprensión de otras interpretaciones de la vida y la existencia. Según sus propias palabras de un pequeño fragmento de su obra España como problema hace alusión así a la generaciones venideras: "Pero el cambio espiritual de un hombre no depende solo de su punto de partida; depende también de quién y de cómo es él".
Laín se cuestiona las principales virtudes ensalzadas por la dictadura militar y sus conclusiones están muy lejos de la versión oficial que se quiere imponer desde el estado totalitario. A Laín le preocupa “La dramática inhabilidad de los españoles, desde hace siglo y medio, para hacer de su patria un país mínimamente satisfecho de su constitución política y social.” La existencia del español liberal y del español tradicionalista da lugar a una fuerte tensión que degenera a menudo en violencia e incapacidad para convivir en un marco de respeto y entendimiento.

## Contexto histórico
La idea de Revolución era un pensamiento muy a debatir en la época del franquismo, y las posturas de los intelectuales a la hora de determinaciones políticas e ideológicas eran aspectos muy a tener en cuenta de la mano de la censura. En torno a la Revolución había un halo en el que se discernía la clara imagen del rechazo o no a la modernidad. 
En este sentido  mientras que el falangista Laín Entralgo considera la modernidad, una de ellas como mínimo, como algo inevitable y de alguna manera necesaria; el neo-integrista, Calvo Serer ve en la misma el origen de todos los problemas a los que se enfrenta España. Para Laín sería inútil resistirse a ese cambio a todos los niveles ya que, se quiera o no, seguirá adelante, y rechazarlo condenaría a España a una época de atraso; para Calvo, la Guerra Civil se luchó para defender los valores españoles premodernos defendidos por no pocos autores monárquicos que se oponían a los nuevos valores de la modernidad europea que acabarían con la hegemonía hispana.

## Otras ediciones
Esta obra fue editada posteriormente por otras editoriales entre las que destacan:  
- — (1956). España como problema (2 vol.s). Editorial Aguilar. ISBN.

- — (1957). España como problema. Editorial Aguilar. ISBN.

- — (2006). España como problema. Galaxia Gutenberg; Círculo de Lectores. ISBN 978-84-8109-548-7.

## Otros datos de interés
Como homenaje a Pedro Laín Entralgo, autor de gran intelecto e incesante trabajador, se le homenajea dedicándole un portal en la Biblioteca Virtual Miguel de Cervantes, cuyo contenido abarca toda la producción de Laín, en el que se puede distinguir diversidad de recursos:
1. Cronología
2. Bibliografía
3. Publicaciones
4. Correspondencia
5. Escritos sobre el autor
6. Fonoteca
7. Imágenes
8. Otros enlaces relevantes relacionados con el autor